# Novokatxàlinsk
Novokatxàlinsk (en rus: Новокачалинск) és un poble del krai de Primórie, a l'Extrem Orient de Rússia, que en el cens del 2010 tenia 1.012 habitants. Es troba al districte rural de Khankaiski.